# John Hutchinson
John Hutchinson (ur. 7 kwietnia 1884 w Wark on Tyne, Northumberland, zm. 2 września 1972 w Londynie) – brytyjski botanik, autor m.in. dwutomowej książki The families of flowering plants, arranged according to a new system based on their probable phylogeny (wyd. 1926–1934, wznowienia). Hutchinson pracował w Royal Botanic Gardens, Kew w latach 1904–1948. W 1947 został członkiem Royal Society.